# Pinukpuk
Pinukpuk é um município de  primeira classe de renda municipal (d) na província Kalinga, nas Filipinas. De acordo com o censo de 1 de maio  de  2020 possui uma população de 34 275 pessoas e 7 290 domicílios.